# Мелоне (Кјети)
Мелоне (итал. Melone) је насеље у Италији у округу Кјети, региону Абруцо.
Према процени из 2011. у насељу је живело 197 становника. Насеље се налази на надморској висини од 423 м.